# Karosa LC 957
Karosa LC 957 (známější pod označením Karosa HD 12) je model dálkového a zájezdového autobusu, který vyráběla Karosa Vysoké Mýto v letech 1997 až 1999. Je pokračovatelem typu LC 757.

## Konstrukce
Autobus LC 957 je konstrukčně téměř shodný s typem LC 757, přičemž oba modely jsou dohromady označovány jako HD 12. LC 957 je dvounápravový luxusní autokar se zvýšenou podlahou určený především pro dálkové linky nebo zájezdy. Výroba tohoto vozu probíhala skeletově, rovněž byly pro některé prvky použity lamináty. Okna, stejně jako podlaha, střecha a oplechování vozu, jsou na skelet připevněna lepením. Pod podlahou mezi nápravami se nachází velký zavazadlový prostor o objemu 9 m³. Sedačky pro cestující jsou rozmístěny 2+2, pro vstup a výstup slouží dvoje jednokřídlé výklopné dveře (první jsou před přední nápravou, druhé před zadní nápravou). U druhých dveří se nachází ložnice řidiče.
Už základní výbava vozu LC 957 byla bohatá. Do autobusů jsou namontovány systémy ABS a ASR, cestující mohou využívat chemický záchod, klimatizaci, videosystém, kuchyňku, chladničku nebo kávovar.
Od vozů LC 757 se typ LC 957 na první pohled liší novými zpětnými zrcátky a odlišným předním čelem, které se přizpůsobilo nově vyráběné řadě 900. Kromě toho má LC 957 vylepšenou konstrukci, která je odolnější vůči korozi, ale hlavně musela být přizpůsobena přísnějším bezpečnostním normám.

## Výroba a provoz
Autobusy LC 957 začaly být vyráběny v roce 1997, produkce byla ukončena v dubnu 1999. Za tuto dobu bylo vyrobeno 19 kusů, které společně se 76 vozy LC 757 dosáhly počtu 95 autobusů HD 12.
Vozy LC 957 jsou provozovány dodnes několika dopravci v Česku jako zájezdové a dálkové autobusy.